# Стоян Йовев (Брезово)
Стоян Йовев е български революционер, деец на Вътрешната македоно-одринска революционна организация.

## Биография
Стоян Йовев е роден през 1883 година в демирхисарското село Брезово, тогава в Османската империя. Получава образование, а през 1901 година влиза във ВМОРО. През есента на 1902 година заминава за три месеца на гурбет в Крагуевац, Сърбия, а след това в Княжево в пекарната на Миленко Колимагаре от Цер. През юни 1903 година влиза в Македония с четата на Пецо от Битоля. Участва в две сражения през юли в Кичевско и край село Ореовец заедно с четата на Ванчо Сърбаков. След пристигането на четата в демирхисарско Стоян Йовев заедно с Павле Стойков от Брезово, Диме Секанов, Наум Заяков, Спиро Кацески и Йоан Кома от Цер влиза в четата на Сотир Христов. С нея участва в Илинденско-Преображенското въстание. На 10 септември 1903 година в местността Пещерка край Брезово участва в голямо сражение с турски аскер, при който загиват повечето негови другари, войводите Сотир Христов и Димитър Матлиев. През 1906 година за кратко е четник при Ташко Арсов.
През Първата световна война Стоян Йовев служи във втори взвод, първа рота, първа дружина на Първи македонски полк. След края на войната се завръща в родното Брезово, където живее в бедност със съпругата си Цвета. Доживява освобождението на Вардарска Македония през 1941 година.